# درختچه‌زارهای پست حاره‌ای هاوایی
درختچه‌زارهای پست حاره‌ای هاوایی (انگلیسی: Hawaiian tropical low shrublands) بوم‌ناحیه‌ای از نوع علفزارها، گرم‌دشت‌ها و درختچه‌زارهای حاره‌ای و جنب‌حاره‌ای در جزایر هاوایی است.

## جغرافیا
درختچه‌زارهای پست حاره‌ای پهنه‌ای به مساحت ۱٬۵۰۰ کیلومتر مربع (۵۸۰ مایل مربع) در دامنه‌های پشت به باد جزایر اصلی و اکثر جزایر فرعی هاوایی را می‌پوشانند، ولی جزایر شمال‌غربی هاوایی که دارای بوم‌ناحیه مخصوص به خود است را در بر نمی‌گیرند.